# 30939 Samaritaine
30939 Samaritaine este o planetă minoră (asteroid) din centura de asteroizi. A fost descoperită pe 16 ianuarie 1994 la Caussols de Eric Walter Elst. 
Obiectul prezintă o orbită caracterizată de o semiaxă mare de 2,6817321 UAi, o excentricitate de 0,15, o înclinație de 13,5465 ° în raport cu ecliptica.